# Джераліен Теллі
Джераліен Теллі (англ. Jeralean Talley; 23 травня 1899 року, Монтроуз, Джорджія, США — 17 червня 2015 року, Інкстер, Мічиган, США) — американська довгожителька, після смерті Елсі Томпсон, з 21 березня 2013 року була найстарішою повністю верифікованою нині живою мешканкою США, поки 4 липня 2014 року не була верифікована Гертруда Вівер. Також була найстарішою повністю верифікованою нині живою афроамериканкою після смерті Луїзіани Хайнс (з 1 лютого 2013 року до 17 червня 2015 року). Джераліен Теллі була передостанньою верифікованою нині живою афроамериканкою, що народилася в XIX столітті. Отримала титул найстаршої нині живої людини на планеті 6 квітня 2015 року, після смерті іншої 116-річної американки Гертруди Вівер.Станом на 11 червня 2020 року займає 21-ше місце у списку найстаріших верифікованих людей в світі за всю історію.

## Життєпис
Джераліен Курц народилася в місті Монтроуз, Джорджія, в сім'ї Самуеля та Амелії Курц. Джераліен мала 11 братів і сестер, з якими з дитинства працювала на фермі, займаючись збором бавовни, арахісу і солодкої картоплі. В 1935 році вона переїхала до міста Інкстер, Мічиган, де й прожила до самої смерті. Через рік після переїзду Джераліен вийшла заміж за Альфреда Теллі (30 січня 1893 — 17 жовтня 1988). В 1937 році в них народилася дочка — Тельма Холлоуей. Її чоловік помер 17 жовтня 1988 у віці 95 років. Вони прожили разом 52 роки. Теллі мала трьох онуків, 10 правнуків та 4 праправнуків. Джераліен отримала листи поздоровлення від президента США Барака Обами на 114-й та 116-й дні народження.

## Захоплення та інтереси
Джераліен ніколи не водила авто. Вона розповідала, що одного разу спробувала, але переплутала педалі, і машина поїхала назад, а не вперед. Після цього випадку вона більше ніколи не сідала за кермо.
За словами її дочки Тельми, Джераліен залишалась активною в похилому віці, займаючись пошиттям суконь і ковдр, граючи на ігрових автоматах і в казино. У віці 104 років її ноги почали слабшати, але вона як і раніше не пропускала щорічні поїздки на риболовлю зі своїм приятелем Майклом Кінлочем і його сином Тайлером (який також був її похресником). В травні 2013 року, у віці 114 років, вона впіймала 7 сомів.
Окрім риболовлі, Теллі любила дивитися «Шоу Елен Дедженерес» і «Колесо Фортуни», по телебаченню, а також слухати по радіо трансляції змагань по бейсболу. Її раціон харчування містив картопляний салат, булочки, мед, курячі нагетси і вендіс чилі з Макдональдзу. Утримувалась від вина, надаючи перевагу заварній каві.
Була набожною християнкою, членом Нової Єрусалимської Місіонерської баптистської церкви, члени якої з любов'ю називали її «Мати Теллі». В травні 2013 року, вона святкувала свої 114-ті уродини, і церква влаштувала урочисте святкування з цього приводу. Теллі також отримала особистий вітальний лист від президента Барака Обами, який писав, що вона є «частиною унікального покоління».
Вона жила під девізом: «Ставтеся до інших так, як ви хочете, щоб вони ставилися до вас». Також Джераліен була відома своєю мудрістю і дотепністю. Коли питали її поради, вона радила людям використовувати здоровий глузд, говорячи: «Я не отримала достатньої освіти, але те, що в мене є, я намагаюся використовувати».

## Смерть
17 червня 2015 року, після тижневої госпіталізації, Джераліен Теллі померла у віці 116 років і 25 днів. Вона молилася, щоб не страждати до смерті і як повідомлялося, спокійно померла уві сні в своєму будинку в Інкстері. Щодо свого поважного віку вона говорила: «Я нічого не можу з цим зробити». Після її смерті найстарішою верифікованою нині живою людиною в світі стала Сюзанна Мушатт Джонс.